# Сермюр
Сермю́р (фр. Sermur) — коммуна во Франции, находится в регионе Лимузен. Департамент коммуны — Крёз. Входит в состав кантона Озанс. Округ коммуны — Обюссон.
Код INSEE коммуны — 23171.

## Население
Население коммуны на 2010 год составляло 119 человек.
| 1962 | 1968 | 1975 | 1982 | 1990 | 1999 | 2010 |
| ---- | ---- | ---- | ---- | ---- | ---- | ---- |
| 276  | 238  | 209  | 155  | 139  | 129  | 119  |

## Экономика
В 2010 году среди 71 человека трудоспособного возраста (15—64 лет) 44 были экономически активными, 27 — неактивными (показатель активности — 62,0 %, в 1999 году было 71,8 %). Из 44 активных жителей работали 41 человек (24 мужчины и 17 женщин), безработных было 3 (2 мужчин и 1 женщина). Среди 27 неактивных 4 человека были учениками или студентами, 15 — пенсионерами, 8 были неактивными по другим причинам.